# Gurguèn II d'Artani
Gurguèn II d'Artani o Artanudji  (mort l'any 941) fou un duc de l'Alt Tao i duc d'Artanudji-Calarzene de la dinastia dels Bagrationi, regnant del 918 al 941.
Fill segon d'Adarnases III d'Artanudji o de Tao (VII Bagration), comptava entre els seus ancestres als reis d'Armènia de la família dels Bagràtides. Portava el títol d'eristavi (gran-duc) i va succeir al seu oncle Asoci Kukh en el comtat d'Artani o Artanudji, que era part dels dominis de la seva família des de l'arribada del seu avi Gurguèn d'Artani o d'Ibèria a la regió. Va morir el 14 de febrer del 941.
De la seva esposa, filla d'Asoci d' Artanoudji-Calarzène (Asoci II Kukh), va deixar quatre filles :
- una filla, que es va casar amb Bagrat II d'Abkhàzia ;
- una filla, casada amb el rei Abas I d'Armènia ;
- una filla, casada amb Vasaces V, príncep de Siunia-Gelarquniq;
- i potser una altra filla, casada amb Isaac, príncep de Siunia.